# Галів Микола Михайлович
Микола Михайлович Га́лів (29 червня 1924, Літиня, нині Дрогобицький район Львівська область) — український журналіст, громадський діяч. Член ОУН з 1938 року.

## Життєпис
Під час 2-ї світової війни був заарештований, депортований у 1943 році до Німеччини на примусові роботи, звідки втік. Закінчив Український технічно-господарський інститут (1950), навчався в УВУ (1950—1952) в Мюнхені. Очолював канцелярію Української студіюючої молоді, був скарбником Української соціально-харитативної служби, працював у мюнхенському журналі «Фенікс». 1954 — у редакції газети «Сучасна Україна», «Українська літературна газета». У 1956 році емігрував до США, працював інженером. 1977—2002 — головний редактор журналу «Патріярхат». Член УГВР, Українського патріархального товариства (Нью-Йорк). Від 1983 — директор канцелярії НТШ у США.